# Hohlestein

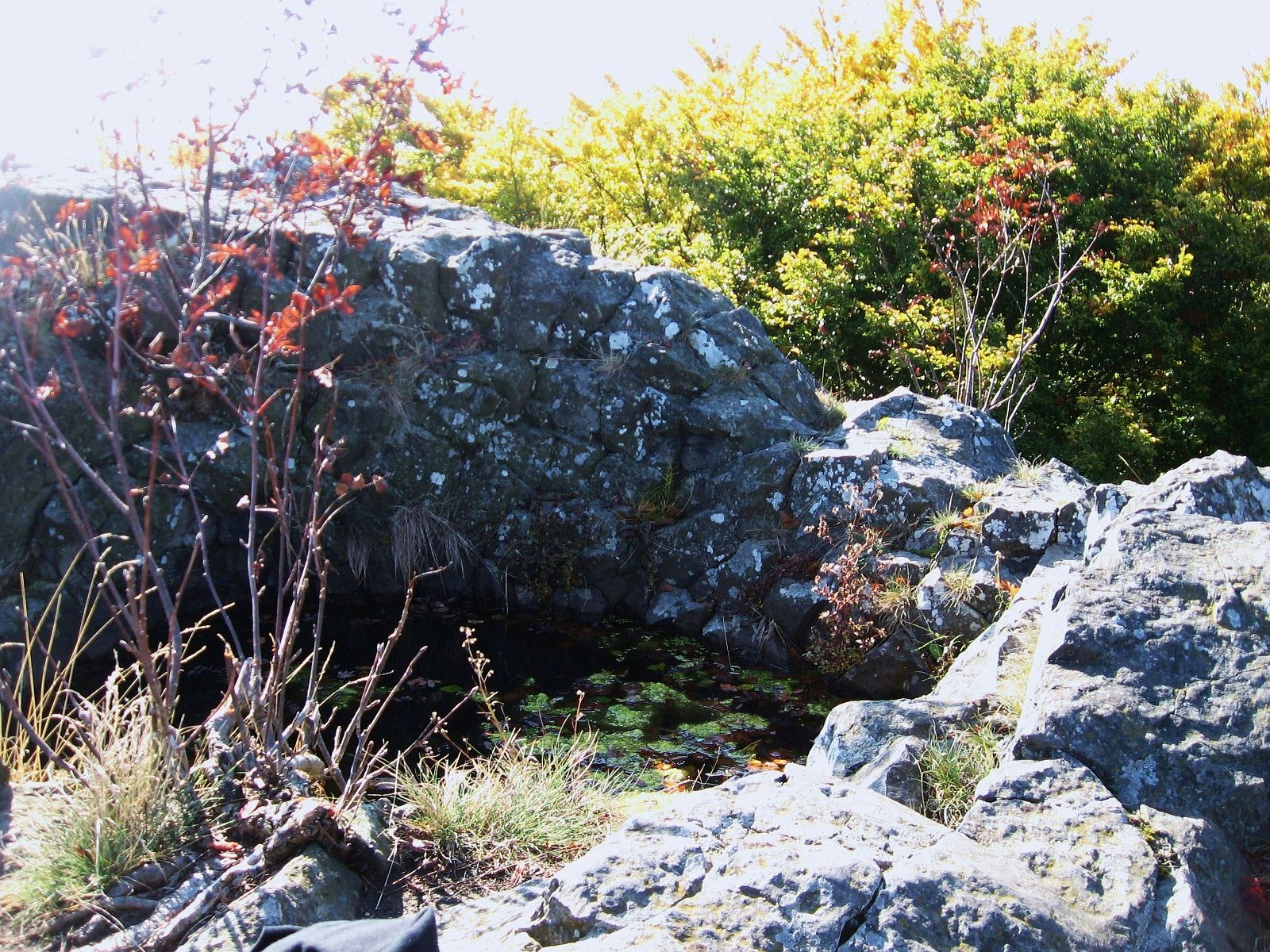
Die vorgeschichtliche, künstlich eingelassene, mit Regenwasser gefüllte Basaltsteingrube im Gipfelbereich des Hohlesteins

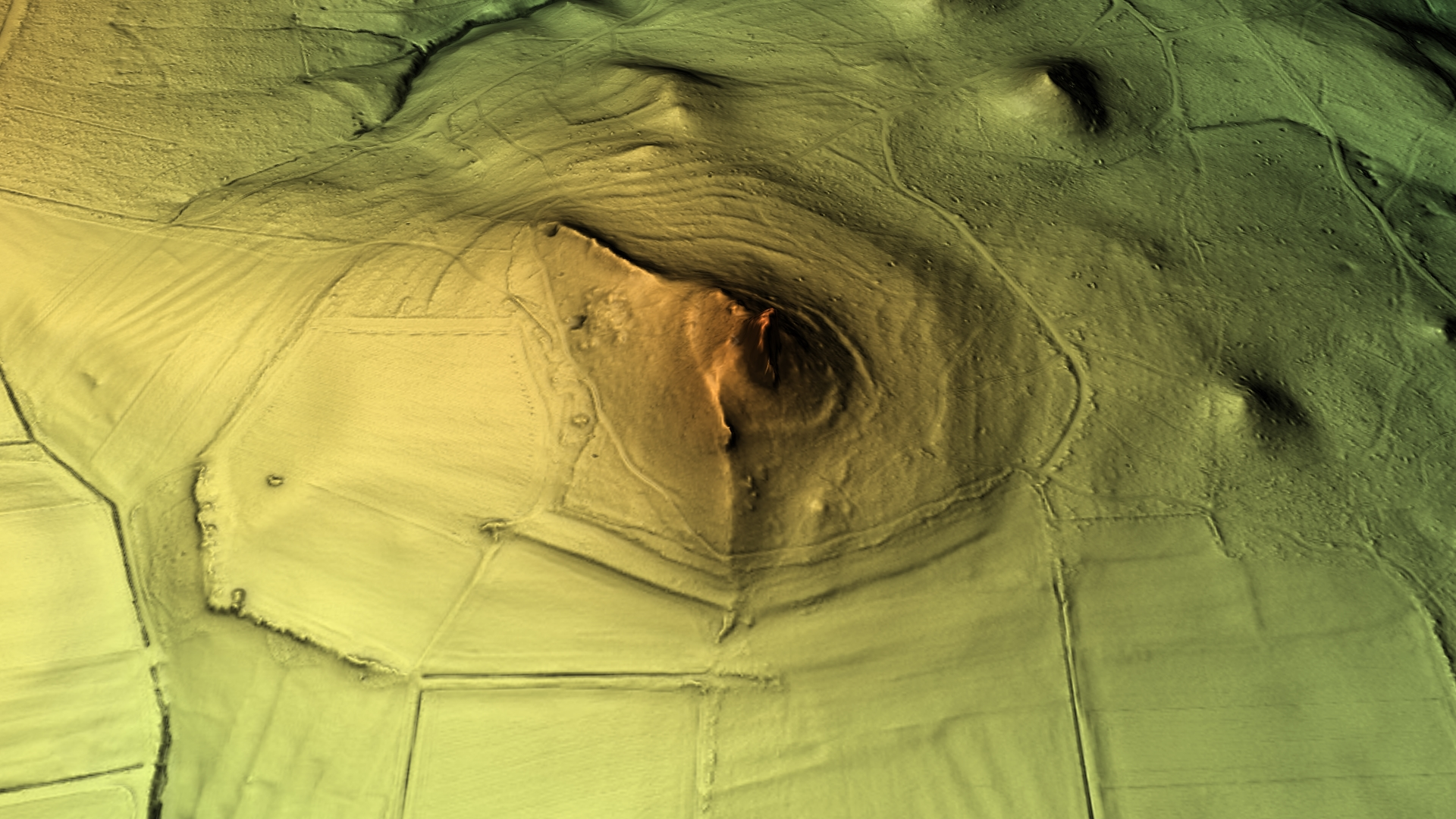
3D-Ansicht des digitalen Geländemodells

Der Hohlestein ist eine 476,6 m ü. NHN hohe Bergkuppe in der Gemarkung von Ahnatal im hessischen Landkreis Kassel (Deutschland).
Als Naturdenkmal Basaltkegel mit Basaltschuttflächen „Der Hohlestein“ stehen Teile der Bergkuppe (Gipfel und Hangflächen) unter Naturschutz.

## Geographie

### Lage
Der Hohlestein erhebt sich im Nordostteil des Naturparks Habichtswald etwa 9 km (Luftlinie) westnordwestlich von Kassel zwischen Ahnatal-Weimar und Habichtswald-Dörnberg. Während sich rund 1 km weiter westlich der Hohe Dörnberg (578,7 m) erhebt, fällt das Gelände des Hohlesteins nach Osten in das Tal der Ahne ab.
Auf dem kleinen Gipfelplateau des von Buchen bewaldeten Hohlesteins befindet sich ein geodätischer Vermessungspunkt und am südlichen Bergfuß steht eine Schutzhütte. In 600 m südlicher Entfernung ist dem Hohlestein der Katzenstein (ca. 430 m), eine nur am Gipfel inselartig bewaldete Kuppe, vorgelagert.

### Naturräumliche Zuordnung
→ für Details siehe Absatz Naturräumliche Zuordnung und Gliederung des Artikels "Dörnberg und Schreckenberge"
Der Hohlestein gehört in der naturräumlichen Haupteinheitengruppe Westhessisches Berg- und Senkenland (Nr. 34) und in der Haupteinheit Habichtswälder Bergland (342) zum Naturraum Dörnberg und Schreckenberge (342.3) und dessen Untereinheit Dörnbergpass (342.30).

### Fließgewässer und Wasserscheide
Der Hohlestein liegt, wie auch der Hohe Dörnberg, auf der Wasserscheide zwischen Fulda und Diemel. Der am Osthang des Hohen Dörnbergs bzw. etwas nordwestlich vom Hohlestein entspringende Dorfbach (auch Servitutgraben genannt; 4,8 km lang) entwässert zur Ahne und dann in die Fulda, während der vom Hohen Habichtswald heran fließende Bach Kressenborn (2,7 km) letztlich westwärts dem vom selben Ursprungsgebiet kommenden Lubach (im Oberlauf Laubach genannt; 4,9 km), der Warme und dann der Diemel zustrebt (Gewässerlängen laut). Schließlich münden Fulda und Diemel in die Weser.

## Geologie

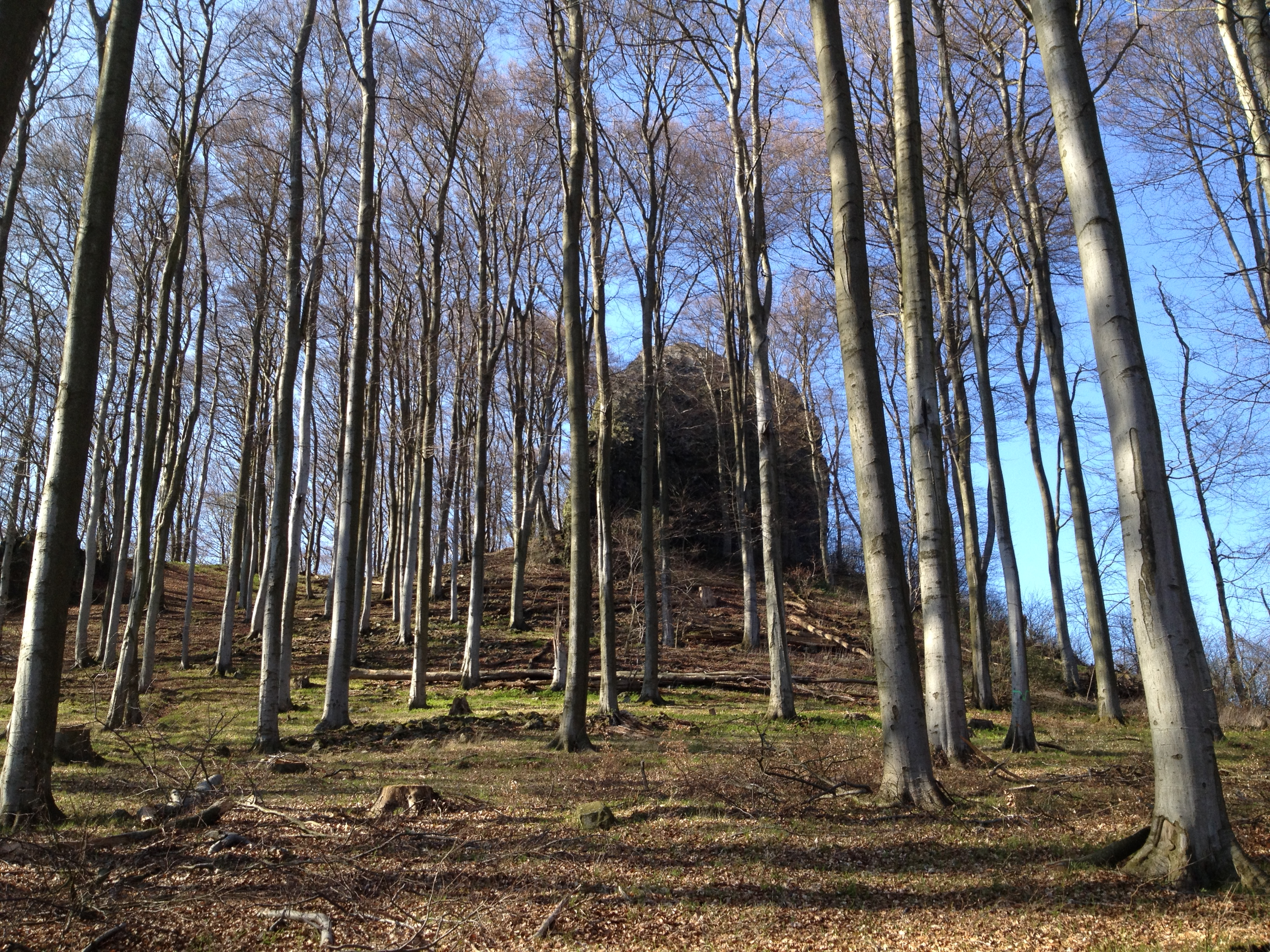
Der Fels des Hohlesteins im im Frühjahr noch unbelaubten Buchenwald (Blick von Süden)

Der Hohlestein bildet einen freiliegenden Felsklotz mit etwa 40 m Länge (in Nord-Süd-Erstreckung) und 30 m Breite (von Osten nach Westen). An der Südost-Seite ist die Felswand 25 m hoch nahezu senkrecht abfallend. Das Gestein wurde bestimmt als Olivin-Nephelinit, also ein kieselsäurearmes, basisches Ergussgestein, wie alle dunkel gefärbten, feinkörnigen Ergussgesteine dieser Struktur in der Feldansprache Basalt genannt. Das Gestein ist gegliedert in unregelmäßig geformte Säulen (Basaltsäulen), stark blasig und mit zahlreichen Einsprenglingen aus Olivin und Lherzolith, was anzeigt, dass es mit relativ hoher Geschwindigkeit direkt aus dem oberen Erdmantel aufgestiegen sein muss, also nicht einer Magmakammer entstammt. Es wird innerhalb des nordhessischen Vulkangebiets einer Ausbruchphase im jüngeren Miozän, etwa vor 11 bis 7 Millionen Jahren zugeordnet.
Die flach liegenden Säulen zeigen an, dass das Gestein eher von den Seiten als von oben her abgekühlt ist (die Säulen stehen immer senkrecht zur Richtung der Abkühlung), das deutet etwa auf einen Ausschnitt aus einer gangartigen Struktur. Gedeutet wird es aber, nach jüngeren Interpretationen, als Ausschnitt aus einer Domstruktur ähnlich einer Quellkuppe. Vermutet wird die Füllung eines offenen Schlotes, etwa durch einen Magmasee. Während der umgebende Vulkan selbst (vermutlich ein Schlackenkegel) dann restlos der Erosion zum Opfer gefallen wäre, blieb die harte Schlotfüllung als Härtling erhalten.
Umgeben ist der Felsen teilweise von ebenfalls vulkanischem Tuffstein, der im Südwesten des Felsens aufgeschlossen ist. Vermutet wird, dass der Nephelinit des Hohlesteins in diesen älteren Tuff eingedrungen (intrudiert) ist. Das weiche Gestein der Umgebung wird teilweise durch mächtige Blockhalden, die vom Fels herabgewittert sind, verhüllt.

## Geschichte
Eine archäologische Besonderheit des Hohlesteins ist eine 2 m breite, 2 m lange und 1 m tiefe, künstlich eingelassene, quadratische Basaltsteingrube auf dem Gipfelplateau. Je nach Jahreszeit bzw. Niederschlagsmenge sammelt sich mehr oder weniger Regenwasser in dieser Vertiefung.
Die Grube wird meist gedeutet als Zisterne einer Burg oder Befestigungsanlage. Der Fuß des Felsens ist umgeben von einem Ringwall, wohl dem verstürzten Rest einer Steinmauer. Diese wird nach Funden von Keramikscherben in die mittlere Eisenzeit datiert. Weitere Bodenfunde aus dem 12. oder 13. Jahrhundert deuten auf eine Nutzung im Hohen Mittelalter. Nach einer Mitteilung von 1745 soll sich hier eine hochmittelalterliche Burg befunden haben, wohl ähnlich dem Burgstall Blumenstein auf dem „Wichtelkirche“ genannten Felsen am nahen Dörnberg. Falls die Vertiefung ein Brunnen war, könnte sie auf beide Nutzungsphasen zurückgehen. Andere vermuten hier aber einen späteren Versuch auf Eisenerz-Bergbau.
Heute werden die steil abfallenden Basaltsteinwände des Hohlesteins als Klettergebiet genutzt. Die Basaltkuppe kann ohne Hilfsmittel nur im Norden erklettert werden.

## Anfahrt
Von Kassel gelangt man über die B 251 (Wolfhager Straße), die vom Stadtteil Harleshausen nach Westen zur Gemeinde Habichtswald führt, zum Hohlestein; die Straße führt in einer Straßenkurve bei einem Schotterwerks am Dörnbergpass auf maximal 393,8 m Höhe. Man lässt das Auto an der Gaststätte Ahnetal zurück und folgt bergauf durch den Wald den Wanderwegzeichen F oder M (Märchenlandweg), oder man stellt es kurz vor dem Pass am Parkplatz Triffelsbühl ab und läuft auf Feldwegen zum Berg. Dort steht am Waldrand unterhalb des Gipfels bzw. an den genannten Wanderwegen eine Schutzhütte.